# Gasteruptiidae
Die Gasteruptiidae, gelegentlich auch „Schmalbauchwespen“ oder „Gichtwespen“ (nach den angeschwollenen Tibien) genannt, sind eine Familie der Hautflügler. Ihre Larven sind Parasitoide/Kleptoparasiten von solitären Bienen, seltener auch Honigwespen und Grabwespen. Die etwa 500 Arten sind weltweit verbreitet.

## Merkmale
Die Tiere sind ganz auffallend schmal und langgestreckt mit langen Beinen. Sie sind fast immer schwarz gefärbt, bei vielen Arten sind die Beine oder Teile des Hinterleibs rotbraun oder rot. Typisch für die Überfamilie der Evanioidea ist, dass der freie Teil des Hinterleibs am Propodeum nicht zwischen den Hinterhüften, sondern merklich höher ansetzt. Die Gasteruptiidae sind innerhalb der Überfamilie durch eine ganze Reihe von Merkmalen fast unverkennbar. Der runde bis ovale Kopf ist mit einer deutlich verlängerten „Hals“region vom Thorax abgesetzt, er trägt große Komplexaugen. Die fadenförmigen Fühler sind etwa auf Höhe der Augenmitte eingelenkt, sie bestehen beim Männchen aus dreizehn, beim Weibchen aus vierzehn Gliedern. Am Rumpf ist der Vorderabschnitt (Prothorax) sehr kurz und von oben kaum sichtbar. Die Hinterbeine sind auffallend kräftig und deutlich länger als die vorderen Beinpaare, die Schienen (Tibien) der Hinterbeine sind zum Ende hin stark keulenförmig angeschwollen. Die klaren Flügel werden in Ruhelage längs gefaltet (Konvergenz zu den Faltenwespen) und übereinander gelegt. Der schmale, walzenförmige Hinterleib ist meist zum Ende hin etwas verdickt und wird meist etwas sichelförmig nach oben gekrümmt gehalten. Beim Weibchen sitzt am Ende ein langer und dünner Legebohrer, dessen Scheide nach hinten vorsteht, die Länge des Legebohrers ist je nach Art verschieden, maximal ist er etwa körperlang. Die Legebohrerscheide besitzt bei vielen Arten gegen Ende hin eine auffallend weiße Querbinde.

## Lebensweise
Die Weibchen der Gasteruptiidae legen ihre Eier in die Bauten solitärer Bienenarten, die in Holz oder Pflanzen nisten. Ist die Brutzelle bereits von der Biene verschlossen, durchbohren sie den Deckel mit dem Legebohrer. Das Ei wird je nach Art an das Wirtsei, auf den Pollenvorrat oder irgendwo in der Zelle abgelegt. Die ausschlüpfende Larve frisst je nach Art das Ei oder die Larve des Wirts und den gesammelten Nahrungsvorrat. Sie kann ggf. in benachbarte Brutzellen vordringen, um hier den Fraß fortzusetzen. Die ausgewachsene Larve verpuppt sich anschließend in der Bienenzelle, wo sie ggf. auch überwintert. Als Wirtsarten bekannt geworden sind u. a. Arten der Gattungen Maskenbiene (Hylaeus), Seidenbiene (Colletes), Löcherbiene (Heriades), Mauerbiene (Osmia), Scherenbiene (Chelostoma), Keulhornbienen (Ceratina), Spiralhornbiene (Systropha) und Holzbiene (Xylocopa). Nachweise auch von Grabwespen (Crabronidae), solitären Faltenwespen (Eumeninae) und Honigwespen (Masarinae) werden angegeben, aber von vielen Autoren bezweifelt, weil hier möglicherweise Verwechslungen vorliegen können (am selben Ort nistende Bienen), zumindest für einige außereuropäische Arten sind diese aber als Wirte nachgewiesen. Wie ihre Wirte können die Wespen eine oder zwei Generationen im Jahr ausbilden.
Die ausgewachsenen Wespen sind häufig auf Blüten anzutreffen, wobei sie aufgrund der recht kurzen und nicht rüsselartig vorstülpbaren Mundwerkzeuge nur Pflanzenarten mit offen dargebotenem Nektar wie z. B. Doldenblütler nutzen können. Die in Mitteleuropa vorkommenden Arten fliegen im Sommer.

## Systematik
Die Gasteruptiidae werden in die Überfamilie Evanioidea eingeordnet. Ihre Schwestergruppe sind nach Meinung aller Bearbeiter die Aulacidae, mit denen sie sogar gelegentlich in einer Familie vereinigt worden sind.
Die Familie wird in zwei Unterfamilien gegliedert
- Gasteruptiinae.
  - Gasteruption (weltweit verbreitet, mehr als 400 Arten, davon 16 in Deutschland) – G. assectator, G. hastator, G. jaculator
  - Plutofoenus (3 Arten, Südamerika)
  - Trilobitofoenus (3 Arten, Südamerika)
  - Spinolafoenus (1 Art, Südamerika)
- Hyptiogastrinae. Nur in Australien (und umliegenden Inseln), zwei auch in Südamerika. Wirte sind bodennistende Bienen. Erkennbar an sehr großen, in Ruhe überlappenden Mandibeln, kurzem, oft verborgenem Legebohrer und Merkmalen des Flügelgeäders.
  - Hyptiogaster (10 Arten). nur in Australien.
  - Pseudofoenus (80 Arten)